# Stanisław Koziej
Stanisław Marian Koziej (ur. 8 lipca 1943 w Glinniku) – polski wojskowy, nauczyciel akademicki i urzędnik państwowy, generał brygady Wojska Polskiego, profesor nauk wojskowych.
W latach 1996–1997 szef Misji Polskiej do Komisji Nadzorczej Państw Neutralnych w Korei, w latach 2005–2006 wiceminister obrony narodowej, w latach 2010–2015 szef Biura Bezpieczeństwa Narodowego i członek Rady Bezpieczeństwa Narodowego.

## Życiorys

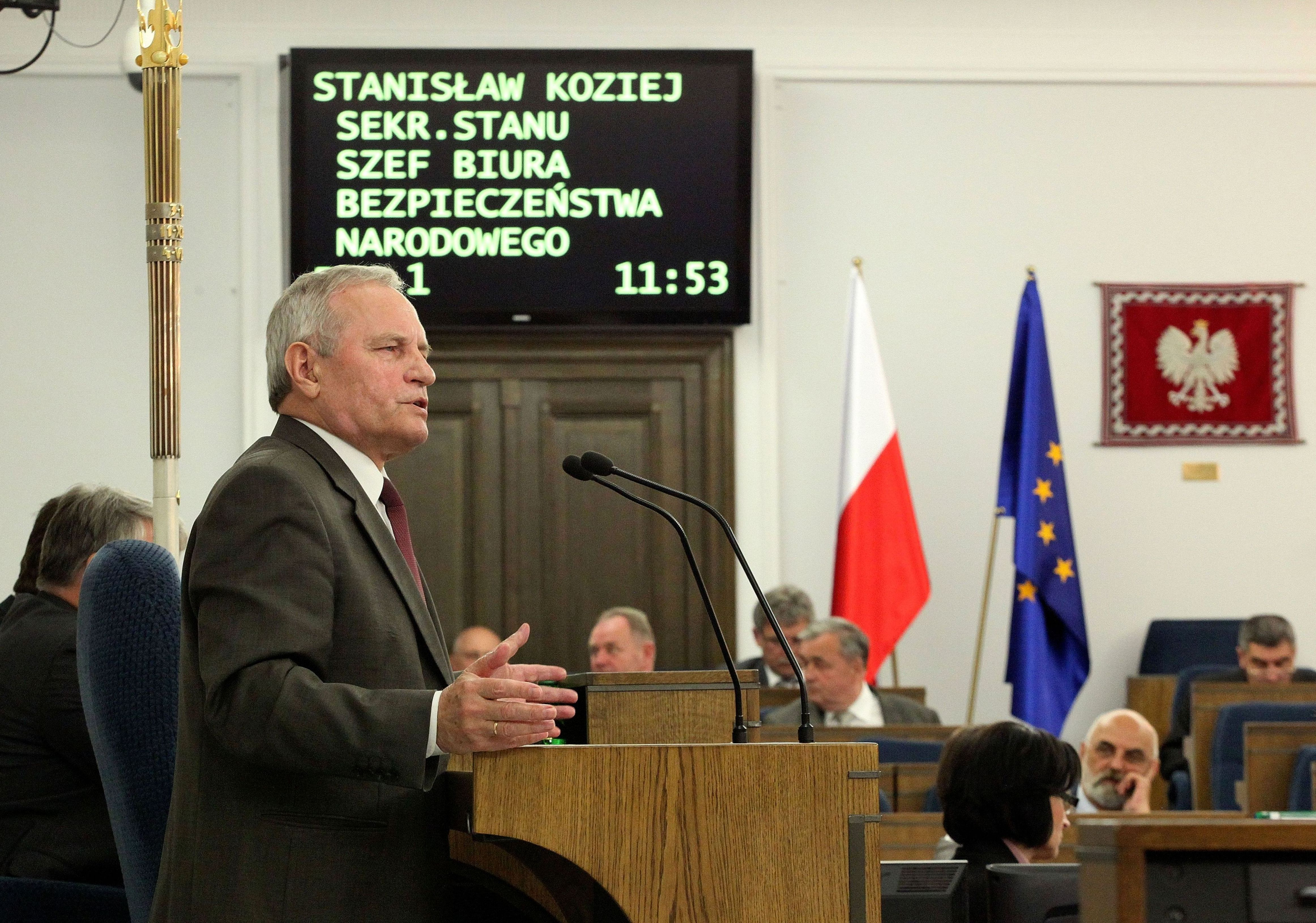
Stanisław Koziej przemawiający podczas 37. posiedzenia Senatu RP (2013)

W latach 1962–1965 był podchorążym Oficerskiej Szkoły Wojsk Zmechanizowanych im. Tadeusza Kościuszki we Wrocławiu, a w latach 1970–1973 słuchaczem Akademii Sztabu Generalnego. Ukończył także specjalistyczne kursy m.in. w Instytucie Wyższych Studiów Obrony Narodowej w Paryżu oraz Akademii Obrony NATO. Obronił doktorat i habilitację, a w 1990 otrzymał tytuł profesora nauk wojskowych.
Był długoletnim pracownikiem naukowym Akademii Sztabu Generalnego i następnie Akademii Obrony Narodowej. Pełnił m.in. funkcje zastępcy kierownika i kierownika katedry oraz dziekana wydziału. Objął także stanowiska profesora zwyczajnego na Wydziale Strategiczno-Obronnym AON oraz dyrektora Instytutu Bezpieczeństwa Krajowego w Wyższej Szkole Zarządzania Personelem w Warszawie. Był również nauczycielem akademickim w Prywatnej Wyższej Szkole Nauk Społecznych, Komputerowych i Medycznych w Warszawie.
W okresie PRL był członkiem PZPR. Od kwietnia 1993 do stycznia 1994 był dyrektorem Departamentu Systemu Obronnego Biura Bezpieczeństwa Narodowego. 11 listopada 1993 prezydent Lech Wałęsa awansował go na generała brygady.
W latach 1994–2001 był dyrektorem Departamentu Systemu Obronnego w Ministerstwie Obrony Narodowej. Od 1996 do 1997 pełnił funkcję szefa polskiej misji w Komisji Nadzorczej Państw Neutralnych w Korei. Następnie przez rok był zastępcą Szefa Misji OBWE w Gruzji. W latach 1999–2001 reprezentował Polskę w Grupie Wysokiego Szczebla NATO ds. Polityki i Strategii Nuklearnej. W 2002 przeniesiony został w stan spoczynku.
W wyborach parlamentarnych w 2005 bez powodzenia kandydował do Senatu z ramienia Platformy Obywatelskiej (zajął 7. miejsce wśród 20 kandydatów w okręgu). 7 listopada 2005 powołano go na stanowisko podsekretarza stanu w Ministerstwie Obrony Narodowej. 26 lipca 2006 podał się do dymisji, obowiązki wiceministra przestał pełnić 10 sierpnia 2006. Stał się jednym z autorów polskiej doktryny obronnej lat 90., głównym autorem Planu obrony Rzeczypospolitej Polskiej, Strategii obronności Rzeczypospolitej Polskiej oraz Polityczno-Strategicznej Dyrektywy Obronnej, a także autorem kilkuset publikacji z dziedziny nauk wojskowych.
13 kwietnia 2010 wykonujący obowiązki prezydenta RP marszałek Sejmu Bronisław Komorowski powołał Stanisława Kozieja na urząd szefa Biura Bezpieczeństwa Narodowego, nieobsadzony po śmierci Aleksandra Szczygły. 20 maja 2010 został powołany w skład Rady Bezpieczeństwa Narodowego. 5 sierpnia 2015 został odwołany z dniem 6 sierpnia 2015 ze stanowiska szefa BBN. W 2018 zasiadł w radzie Fundacji Instytut Bronisława Komorowskiego, następnie został członkiem rady programowej tej fundacji.

## Odznaczenia i wyróżnienia

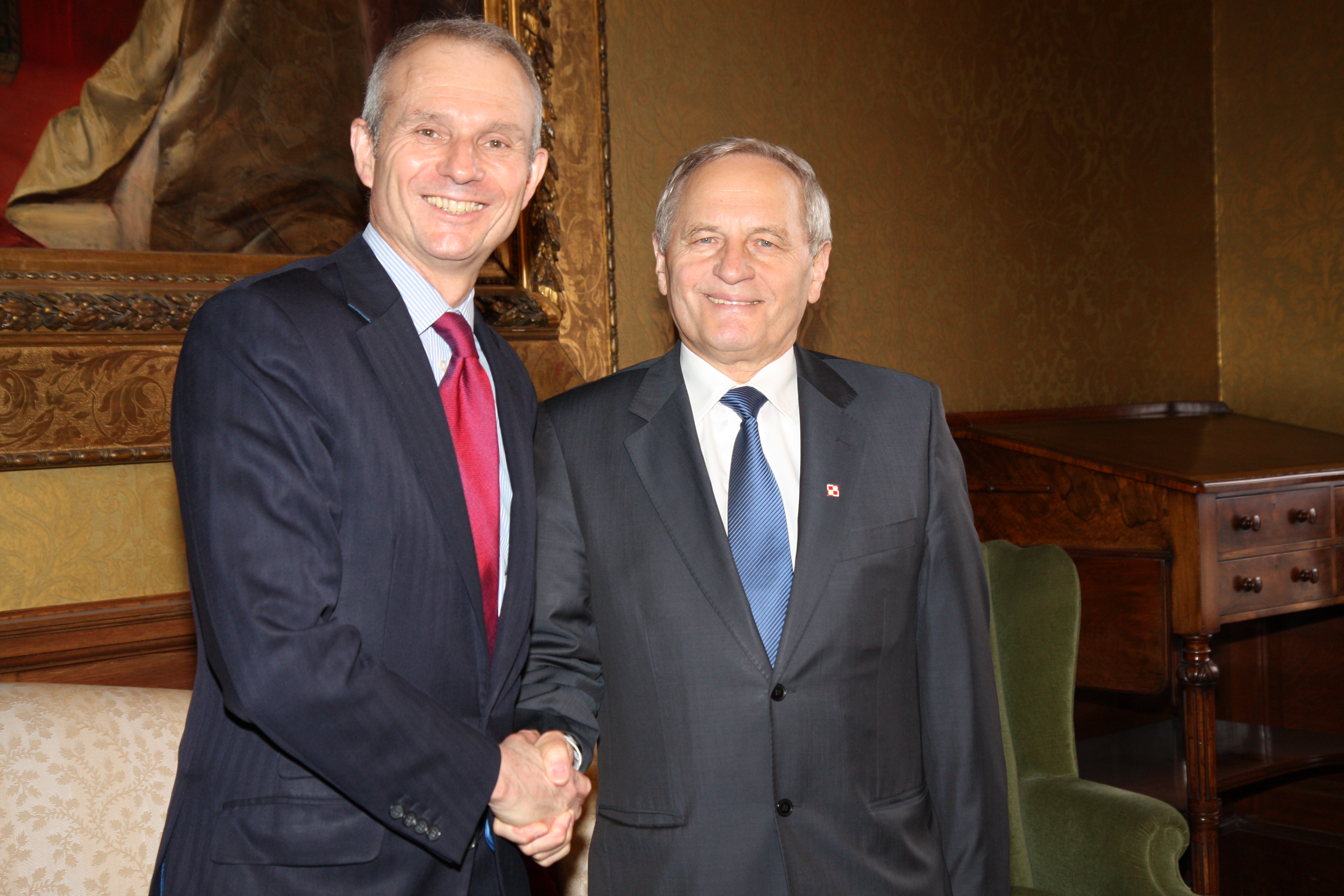
David Lidington i Stanisław Koziej (2015)

- Krzyż Komandorski Orderu Odrodzenia Polski – 2015[10]
- Krzyż Oficerski Orderu Odrodzenia Polski – 2001[11]
- Krzyż Kawalerski Orderu Odrodzenia Polski
- Złoty Krzyż Zasługi
- Srebrny Krzyż Zasługi
- Złoty Medal „Siły Zbrojne w Służbie Ojczyzny”
- Srebrny Medal „Siły Zbrojne w Służbie Ojczyzny”
- Złoty Medal „Za zasługi dla obronności kraju”
- Odznaka Skoczka Spadochronowego[12]
- Medal „Labor Omnia Vincit” – 2011[13]
- Medal „Za zasługi dla Stowarzyszenia Kombatantów Misji Pokojowych ONZ” – 2011[14]
- Honorowa Odznaka Organizacyjna „Za Zasługi dla FSRiWSZRP” – 2013[15]
- Złoty Medal „Za Zasługi dla Związku Oficerów Rezerwy RP” – 2014[16]
- Komandor z Gwiazdą Orderu Zasługi – Norwegia, 2012[17]
- Krzyż Wielki Orderu Westharda z mieczami – Łotwa, 2012[18]
- Komandor Legii Honorowej – Francja, 2013[19]
- Order Krzyża Ziemi Maryjnej II klasy – Estonia, 2014[20]
- Krzyż Wielki Orderu Zasługi Republiki Włoskiej – Włochy, 2014[21]
- Brązowe Pióro „Żołnierza Wolności” (za publicystykę z zakresu szkolenia bojowego) – 1977[22]

## Wybrane publikacje
- Teren i taktyka (współautor), 1980
- Rajdy bojowe, 1987
- Wstępne studium o obronności Polski u progu XXI wieku, 1990
- Teoria sztuki wojennej, 1993
- Bezpieczeństwo narodowe i obronność Rzeczypospolitej Polskiej, 1996
- Kierowanie obroną narodową Rzeczypospolitej Polskiej, 1996
- Podstawowe założenia obronności Rzeczypospolitej Polskiej (współautor), 1996
- Polska doktryna obronna i jej modyfikacja w obliczu integracji z NATO, 1996
- Rola ministra i Ministerstwa Obrony Narodowej w kierowaniu obronnością państwa (współautor), 1996
- Współczesne problemy bezpieczeństwa międzynarodowego i narodowego (studium analityczne), 2003
- Między piekłem a rajem. Szare bezpieczeństwo na progu XXI wieku, 2006
- Zarządzanie strategiczne bezpieczeństwem. Teoria, praktyka, dydaktyka (współautor), 2006